# Партія Баварії
Партія Баварії (нім. Bayernpartei) — сепаратистська політична партія на півдні Німеччини у землі Баварія, заснована 28 жовтня 1946 року. Мета партії — створення незалежної Баварії, яка б входила до складу Європейського Союзу. Разом із Християнсько-соціальним союзом партію можна розглядати як спадкоємицю Баварської народної партії, яка існувала до Другої світової війни.

## Історія
Партія домоглася певних успіхів на виборах в кінці 1940-х і 1950-х років: 20,9 % голосів на виборах 1949 року і 17 місць в німецькому бундестазі та в 1950 році, коли вона отримала 17,9 % голосів і 39 місць у парламенті Баварії, де 1954 року партія разом із баварськими філіями Соціал-демократичної партії та Вільної демократичної партії утворили коаліцію. Через це Християнсько-соціальний союз був відсутнім в органах влади протягом трьох років. Але пізніше Партія Баварії швидко втратила велику кількість своїх виборців. Востаннє представники партії були обрані до парламенту Баварії 1962 року.
2008 року на місцевих виборах партія отримала 38 місць у ландтазі Баварії. За партію голосували здебільшого виборці з Верхньої Баварії. Також партія отримала 1 з 80 місць у міській раді Мюнхена (після 42 років відсутності представництва в парламенті).

## Керівництво

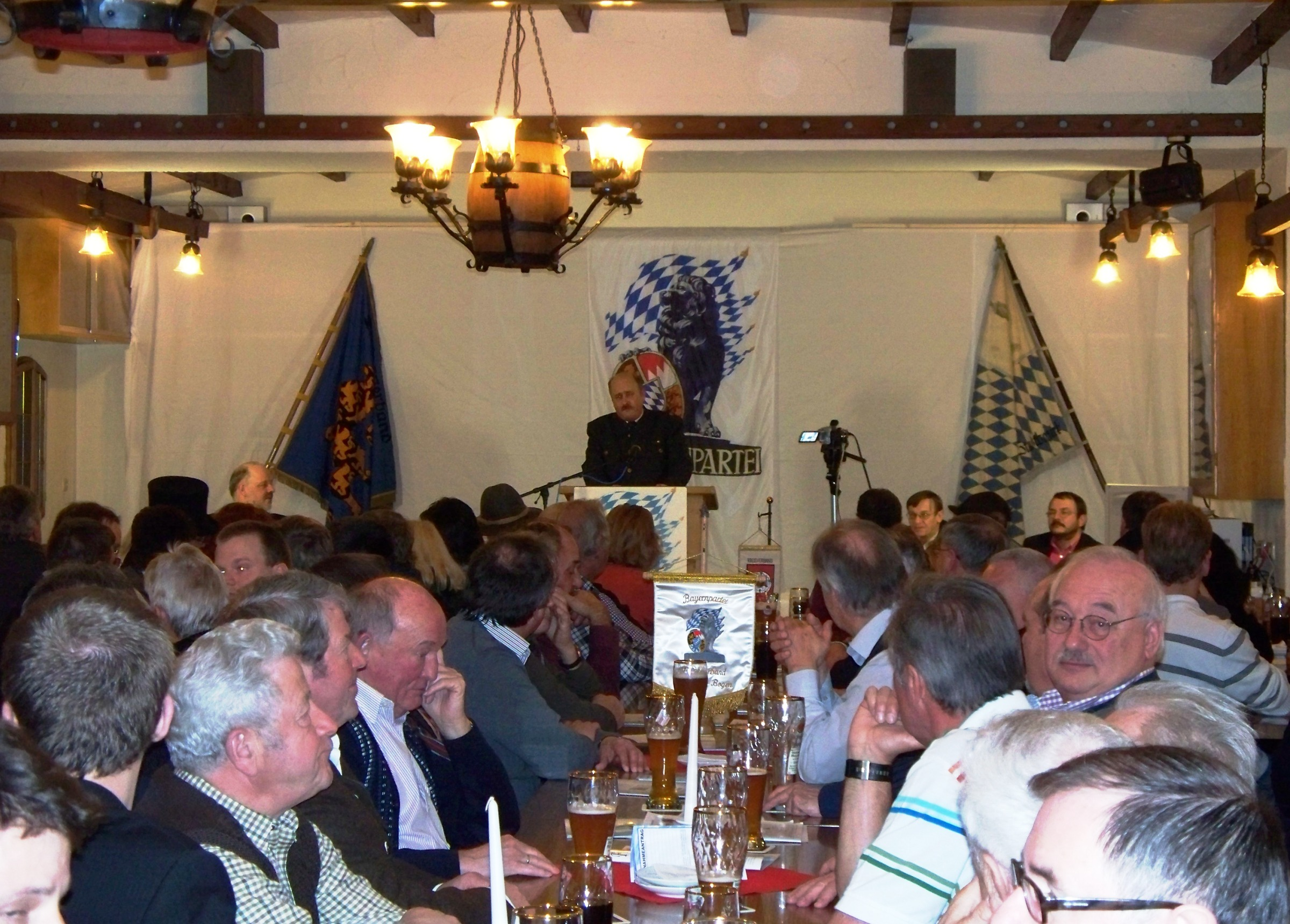
Збори партії у Вільсгофені-на-Дунаї (9 березня 2011)

Станом на жовтень 2021 року головою партії є Флоріян Вебер (родом з Реґенсбурґу, Верхній Пфальц)
| Голова                 | Флоріян Вебер                                            |
| Заступники голови      | Петер Фендт, Уве Гартманн, Томас Гюммель, Річард Прьоґль |
| Казначей               | Мартін Прьоґль                                           |
| Менеджер               | Ганс Еберль                                              |
| Генеральний секретар   | Губерт Дорн                                              |
| Секретар               | Георг Вайсс                                              |
| Голова комітету партії | Андреас Сеттель                                          |
| Пресаташе              | Річард Шьопс                                             |

## Результати з 1949 року

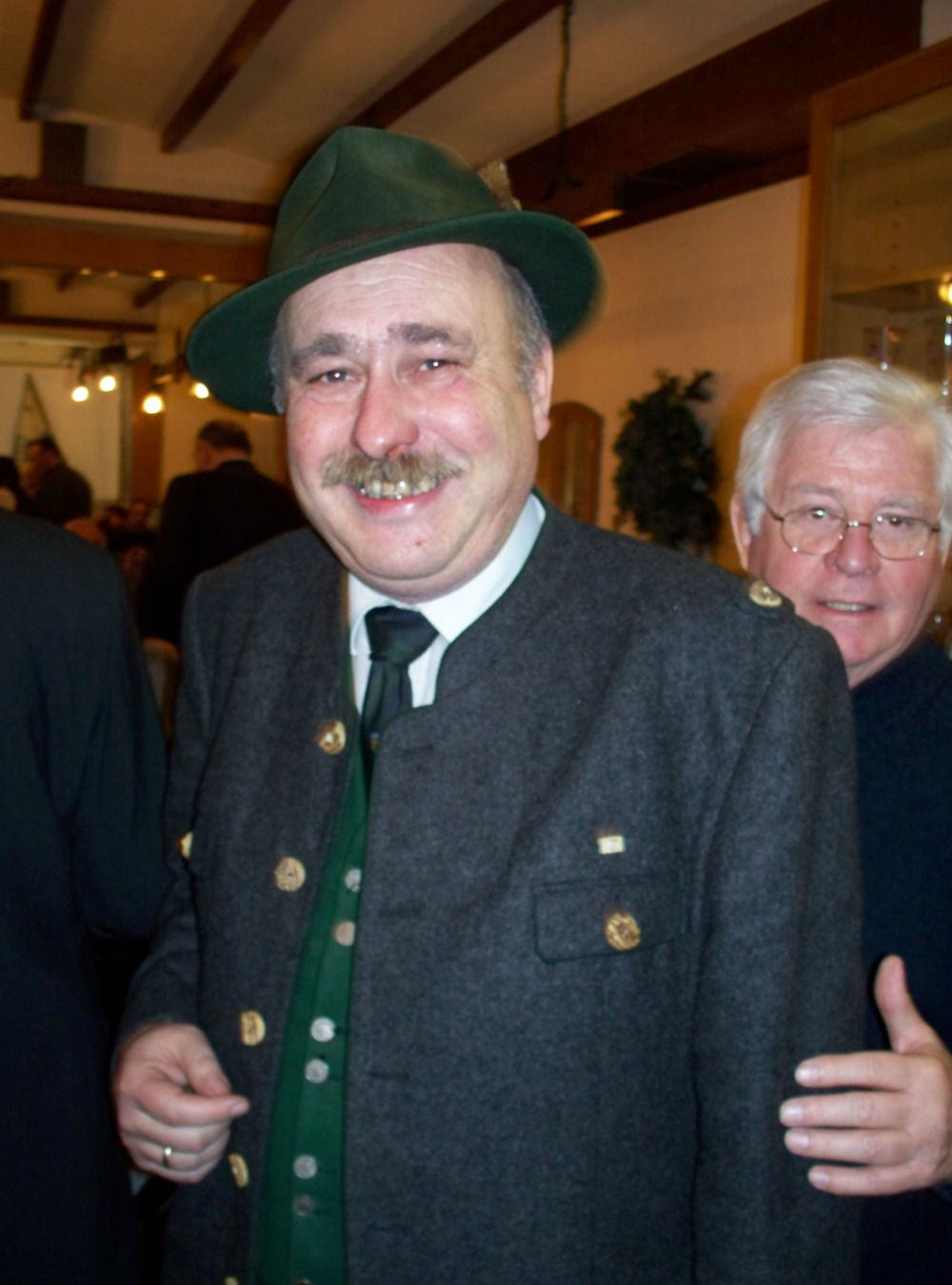
Колишній голова і нинішій генеральний секретар партії Губерт Дорн (2011)

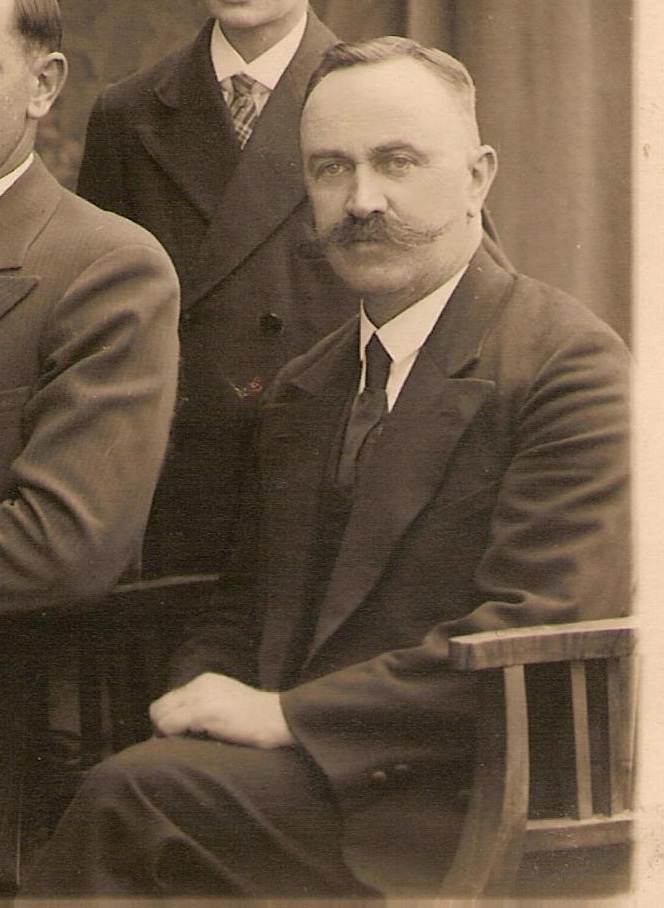
Член Партії Баварії Йоганн Вартнер (1883—1963)

| Рік  | Вибори до ландтаґу | Вибори до бундестаґу | Вибори до Європарламенту |
| ---- | ------------------ | -------------------- | ------------------------ |
| 2021 |                    | 0.4%                 |                          |
| 2019 |                    |                      | 0.9%                     |
| 2018 | 1.7%               |                      |                          |
| 2017 |                    | 0.8%                 |                          |
| 2014 |                    |                      | 1.3%                     |
| 2013 | 2.1%               | 0.9%                 |                          |
| 2009 |                    | 0,7 %                | 1,0 %                    |
| 2008 | 1,1 %              |                      |                          |
| 2005 |                    | 0,5 %                |                          |
| 2004 |                    |                      | 1,0 %                    |
| 2003 | 0,8 %              |                      |                          |
| 2002 |                    | 0,1 %                |                          |
| 1999 |                    |                      | 0,4 %                    |
| 1998 | 0,7 %              | 0,4 %                |                          |
| 1994 | 1,0 %              | 0,6 %                | 1,6 %                    |
| 1990 | 0,8 %              | 0,5 %                |                          |
| 1989 |                    |                      | 0,8 %                    |
| 1987 |                    | 0,4 %                |                          |
| 1986 | 0,6 %              |                      |                          |
| 1984 |                    |                      | 0,6 %                    |
| 1982 | 0,5 %              |                      |                          |
| 1978 | 0,4 %              |                      |                          |
| 1974 | 0,8 %              |                      |                          |
| 1970 | 1,3 %              |                      |                          |
| 1969 |                    | 0,9 %                |                          |
| 1966 | 3,4 %              |                      |                          |
| 1962 | 4,8 %              |                      |                          |
| 1958 | 8,1 %              |                      |                          |
| 1957 |                    | 3,2 %1               |                          |
| 1954 | 13,2 %             |                      |                          |
| 1953 |                    | 9,2 %                |                          |
| 1950 | 17,9 %             |                      |                          |
| 1949 |                    | 20,9 %               |                          |